# HAT-P-2 b
HAT-P-2 b는 HATNet 프로젝트에 의해 2007년 5월 발견된 외계 행성이다. HAT-P-2 b는 분광형 F의 항성을 돌고 있으며, 허큘리스자리에 있고, 지구에서 약 440 광년 떨어져 있다. 5일 15시간 간격으로 지구에서 관측할 때 모항성의 표면을 지나가는 것처럼 보인다.
HAT-P-2 b의 질량은 목성의 8.65배이며 반지름은 목성의 0.951배로, 슈퍼 목성 중에서는 평범하지 않은 모습을 보여준다. 매우 뜨거움에도 불구하고 목성보다 작은 이유는 큰 질량 때문에 생기는 중력으로 압축되어 있기 때문이다. 여기서 HAT-P-2 b의 밀도는 지구의 두 배에 달하며, 표면 중력은 지구의 약 24배나 된다. 공전 궤도는 매우 이심률이 크며 어머니 항성으로부터의 거리는 가까울 때는 490만 킬로미터, 멀어지면 1536만 킬로미터까지 떨어진다. 만약 지구의 궤도가 이 행성만큼 찌그러져 있다면, 지구는 태양에 가까울 때는 0.4837 천문 단위까지 접근했다가, 멀어질 때는 화성 궤도 거리인 약 1.5163 천문 단위까지 떨어질 것이다.
HAT-P-2 b의 궤도를 찌그러지게 만드는 행성이 HAT-P-2 b 궤도 밖에 존재할 것으로 추측되어 왔다. 다만 이 미지의 행성의 존재 여부는 충분히 입증되지 않았다.
어머니 항성으로부터 받는 열에 더하여 조석열의 존재가 이 행성의 진화에 중대한 역할을 해 왔을 것으로 생각하고 있다.

## 참고 문헌
1. 1 2 3  “Astronomers find super-massive planet”. Harvard-Smithsonian Center for Astrophysics. 2007년 5월 2일.
2. ↑  Brian, Jackson; Richard Greenberg, Rory Barnes. “Tidal Heating of Extra-Solar Planets”. 《ApJ》.